# Protandrena eclepta
Protandrena eclepta är en biart som beskrevs av Timberlake 1976. Protandrena eclepta ingår i släktet Protandrena och familjen grävbin. Inga underarter finns listade i Catalogue of Life.